# 任谦 (后秦)
任谦（?—?），中国南北朝后秦政治人物。
384年，姚苌自称大将军、大单于、万年秦王，年号白雀，称制行事。以尹详、庞演为左右长史，姚晃、尹纬为左右司马，狄伯支、焦虔、梁希、庞魏、任谦为从事中郎。414年五月，广平公姚弼想要争夺太子姚泓的储位，姚兴身边掌管机要的人，都是姚弼的党羽。右仆射梁喜、侍中任谦、京兆尹尹昭找机会对姚兴说：“父子之间，别人很难插言。但是君臣就像父子，臣等不能默然不语。广平公姚弼有夺嫡之意，陛下对他的宠爱太过，又培养他的威势，阴险无赖之人纷纷依附於他。路人都说陛下想要废长立幼，真有此事？”姚兴说：“安有此事？”任谦、梁喜等人说：“如果废立之事，陛下爱护姚弼，正是给他招祸。希望除去他左右官员，减小他的权威，这样不但保护姚弼，而且也是保护宗庙社稷！”姚兴默不作声。姚兴病重，姚弼暗地里聚集部众几千人阴谋制造叛乱。抚军姚绍及侍中任谦、右仆射梁喜、冠军姚赞、京兆尹尹昭、辅国敛曼嵬一起掌握禁兵，在内宫宿卫。